# Aeropuerto de Grise Fiord
El Aeropuerto de Grise Fiord (del inglés: Grise Fiord Airport) (IATA: YGZ, OACI: CYGZ) está ubicado en Grise Fiord, Nunavut, Canadá y es operado por el gobierno de Nunavut. La única edificación en este aeropuerto es el edificio para resguardo de pasajeros y las compañías que operan en Grise Fiord.

## Aerolíneas y destinos
- Kenn Borek Air
  -  Unaalik Aviation
    - Resolute / Aeropuerto de Resolute Bay
- Air Nunavut
  - Resolute / Aeropuerto de Resolute Bay